# Temascales, San Luis Potosí
Temascales är en ort i Mexiko.   Den ligger i kommunen Xilitla och delstaten San Luis Potosí, i den centrala delen av landet, 210 km norr om huvudstaden Mexico City. Temascales ligger 375 meter över havet och antalet invånare är 372.
Terrängen runt Temascales är kuperad åt nordost, men åt sydväst är den bergig. Runt Temascales är det ganska tätbefolkat, med 96 invånare per kvadratkilometer. Närmaste större samhälle är Tamazunchale, 19,5 km sydost om Temascales. I omgivningarna runt Temascales växer i huvudsak städsegrön lövskog.